# Sân vận động Poljud
Sân vận động Thành phố Poljud (tiếng Croatia: Gradski stadion u Poljudu), còn được gọi là Sân vận động Poljud hoặc đơn giản là Poljud, là một sân vận động đa năng ở Split, Croatia, là sân nhà của Hajduk Split từ năm 1979. Sân vận động này nằm ở vùng lân cận Poljud, quận thành phố Spinut. Sân được khánh thành vào tháng 9 năm 1979 và có sức chứa 34.198 chỗ ngồi.
Địa điểm được xây dựng để tổ chức Đại hội Thể thao Địa Trung Hải 1979 và được khánh thành bởi Tổng thống Nam Tư lúc bấy giờ là Josip Broz Tito. Sân có sức chứa ban đầu là 55.000 người, tăng lên 62.000 người vào những năm 1980, trước khi được trang bị chỗ ngồi vào những năm 1990 do đó giảm sức chứa xuống còn 35.000 chỗ ngồi.
Sân vận động Poljud cũng là địa điểm tổ chức Giải vô địch điền kinh châu Âu 1990 và Cúp châu lục IAAF 2010, trong khi từ năm 2013 đến 2018, hàng năm nơi đây tổ chức Ultra Europe.

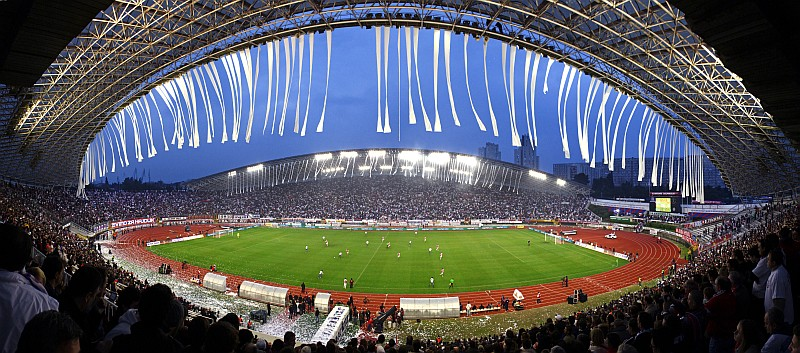
Sân vận động Poljud trong lễ kỷ niệm 100 năm ngày thành lập của Hajduk Split

## Thiết kế
Thương hiệu của sân là một thiết kế giống như vỏ sò với cấu trúc mái kéo dài 205 × 47 mét. Thiết kế của sân có tầm nhìn ra những ngọn đồi và khu rừng gần đó từ khán đài, được mô phỏng theo các nhà hát Hy Lạp cổ đại. Treo trên mái nhà phía tây "vỏ" là 19 cabin, 7 trong số đó được sử dụng bởi các phóng viên truyền hình, những cái còn lại có camera, đài trọng tài trung tâm, kết thúc hình ảnh, bảng điểm, điều khiển âm thanh, v.v. chạy qua một cấu trúc kéo dài toàn bộ mái nhà cho phép tiếp cận các cabin, cũng như các đèn 630 Philips, được đặt dọc theo vành và mặt trong của mái che.

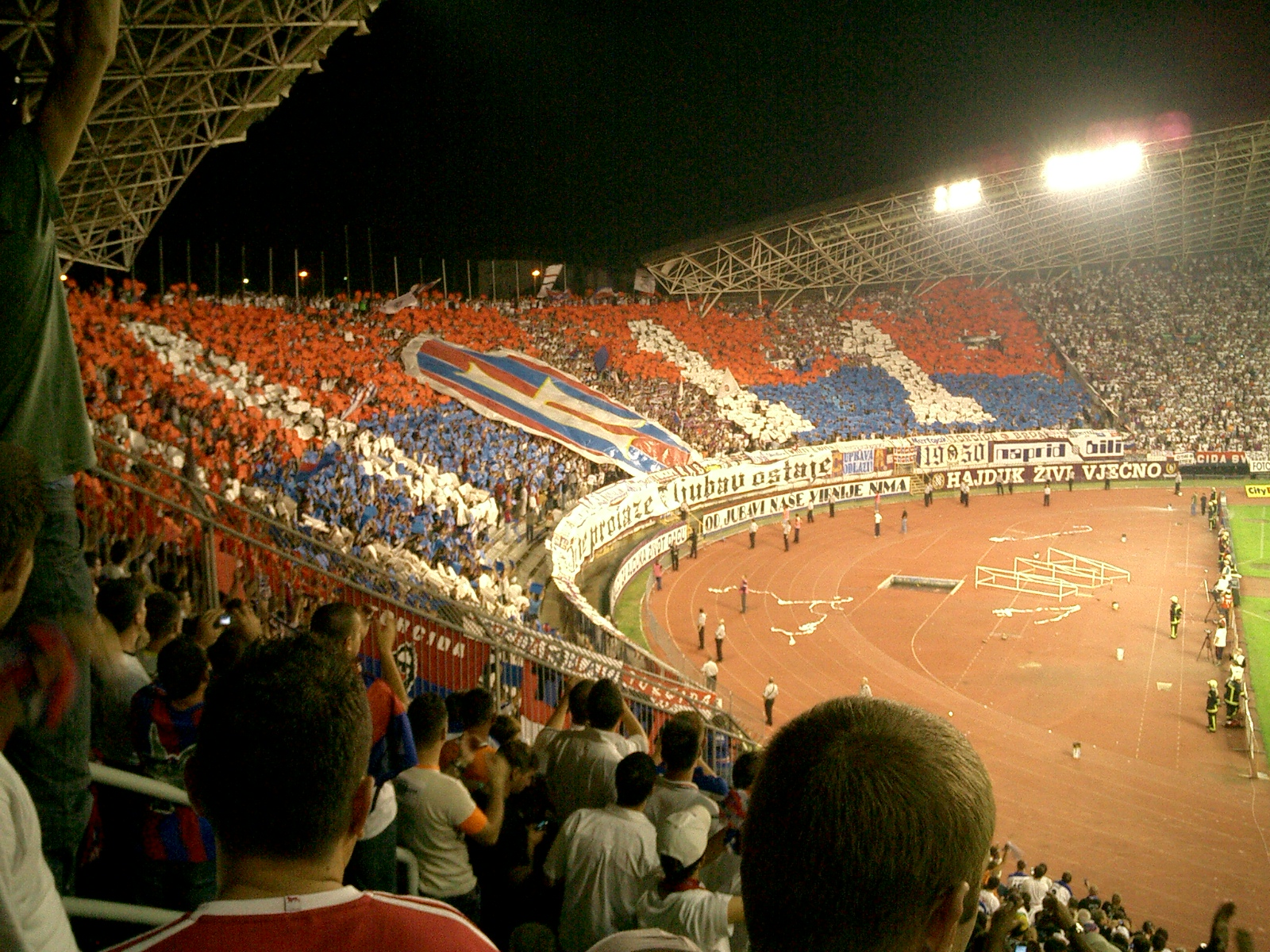
Khán đài phía Bắc

Các khán đài được xây dựng bằng bê tông cốt thép với lối vào qua 12 cây cầu đặt cách nhau 30–40 mét xung quanh toàn bộ sân vận động cũng như 8 cầu thang. Bên dưới chúng là một rãnh chứa các khu văn phòng. Khu vực xung quanh sân vận động bao gồm 60.000 mét vuông cảnh quan được thiết kế với cây xanh dành riêng cho người đi bộ, sân vận động nằm thấp hơn một chút so với cấp đường giao thông xung quanh. Đặt dưới khán đài phía Tây là 11.000 mét vuông cơ sở thể thao (ba phòng tập thể dục, hồ bơi, phòng tắm hơi), văn phòng câu lạc bộ chính thức và nhà hàng, trong khi khán đài phía đông bao gồm 9.100 mét vuông khu vực kinh doanh. Sân trong của sân vận động bao gồm sân bóng đá 105 x 68 m và đường chạy 8 làn xung quanh nó.
Sân vận động đã được tân trang lại trước khi tổ chức giải đấu điền kinh Cúp châu lục IAAF 2010. Một đường chạy tartan mới đã được xây dựng, bao gồm cả việc giới thiệu các hộp và ghế VIP mới. Vào tháng 10 năm 2014, sau những thiệt hại nặng nề từ Ultra Europe, một sân mới và hệ thống thoát nước đã được xây dựng, thay thế những hệ thống ban đầu đã tồn tại trong 35 năm.
Vào tháng 11 năm 2015, sân vận động chính thức được công nhận là di sản văn hóa.

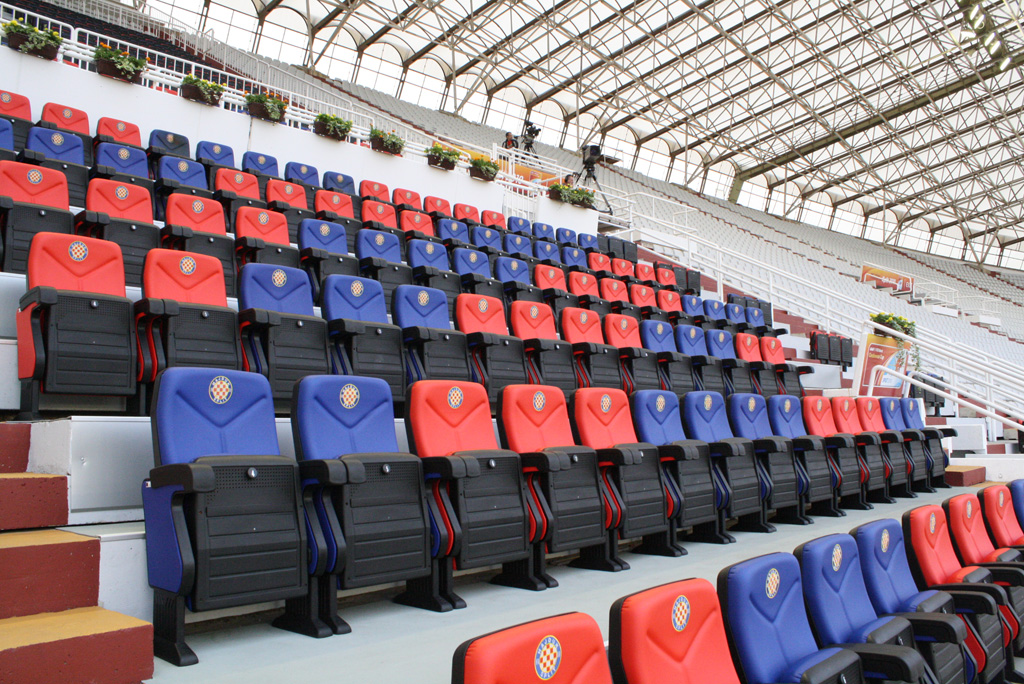
Khán đài VIP

## Các trận đấu quốc tế
| Ngày                                          | Giải đấu                            | Đối thủ            | Kết quả            | Khán giả           | Tham khảo                                            |
| Nam Tư (1979–1991)                            | Nam Tư (1979–1991)                  | Nam Tư (1979–1991) | Nam Tư (1979–1991) | Nam Tư (1979–1991) | Nam Tư (1979–1991)                                   |
| --------------------------------------------- | ----------------------------------- | ------------------ | ------------------ | ------------------ | ---------------------------------------------------- |
| 29 tháng 9 năm 1979                           | Đại hội Thể thao Địa Trung Hải 1979 | Pháp B             | 3–0                | 50.000             |                                                      |
| 29 tháng 4 năm 1981                           | Vòng loại World Cup 1982            | Hy Lạp             | 5–1                | 45.000             | Lưu trữ ngày 7 tháng 11 năm 2017 tại Wayback Machine |
| 21 tháng 12 năm 1983                          | Vòng loại Euro 1984                 | Bulgaria           | 3–2                | 29.331             | Lưu trữ ngày 23 tháng 9 năm 2017 tại Wayback Machine |
| 29 tháng 10 năm 1986                          | Vòng loại Euro 1988                 | Thổ Nhĩ Kỳ         | 4–0                | 12.270             | Lưu trữ ngày 23 tháng 9 năm 2017 tại Wayback Machine |
| 31 tháng 3 năm 1988                           | Giao hữu                            | Ý                  | 1–1                | 12.000             | Lưu trữ ngày 23 tháng 9 năm 2017 tại Wayback Machine |
| Đội tuyển bóng đá quốc gia Croatia (1991–nay) |                                     |                    |                    |                    |                                                      |
| 8 tháng 10 năm 1995                           | Vòng loại Euro 1996                 | Ý                  | 1–1                | 35.000             |                                                      |
| 29 tháng 3 năm 1997                           | Vòng loại World Cup 1998            | Đan Mạch           | 1–1                | 35.000             |                                                      |
| 2 tháng 4 năm 1997                            | Vòng loại World Cup 1998            | Slovenia           | 3–3                | 20.000             |                                                      |
| 10 tháng 2 năm 1999                           | Giao hữu                            | Đan Mạch           | 0–1                | 7.000              |                                                      |
| 23 tháng 2 năm 2000                           | Giao hữu                            | Tây Ban Nha        | 0–0                | 10.000             |                                                      |
| 12 tháng 2 năm 2003                           | Cúp Marjan 2003                     | Ba Lan             | 0–0                | 1.000              |                                                      |
| 18 tháng 2 năm 2004                           | Giao hữu                            | Đức                | 1–2                | 9.212              |                                                      |
| 17 tháng 8 năm 2005                           | Giao hữu                            | Brasil             | 1–1                | 27.256             |                                                      |
| 6 tháng 2 năm 2008                            | Giao hữu                            | Hà Lan             | 0–3                | 30.000             |                                                      |
| 4 tháng 6 năm 2011                            | Vòng loại Euro 2012                 | Gruzia             | 2–1                | 28.000             |                                                      |
| 15 tháng 8 năm 2012                           | Giao hữu                            | Thụy Sĩ            | 2–4                | 10.000             |                                                      |
| 12 tháng 6 năm 2015                           | Vòng loại Euro 2016                 | Ý                  | 1–1                | 0                  |                                                      |
| 10 tháng 10 năm 2019                          | Vòng loại Euro 2020                 | Hungary            | 3–0                | 32.110             |                                                      |
| 17 tháng 11 năm 2020                          | UEFA Nations League 2020-21         | Bồ Đào Nha         | 2–3                | 0                  |                                                      |
| 7 tháng 9 năm 2021                            | Vòng loại World Cup 2022            | Slovenia           | 3–0                | 16.237             |                                                      |
| 14 tháng 11 năm 2021                          | Vòng loại World Cup 2022            | Nga                | 1–0                | 30.257             |                                                      |